# Björkhagen (Stockholms tunnelbana)
Björkhagen ist eine oberirdische Station der Stockholmer U-Bahn. Sie befindet sich im gleichnamigen Stadtteil Björkhagen. Die Station wird von der Gröna linjen des Stockholmer U-Bahn-Systems bedient. Die  Station gehört zu den eher mäßig frequentierten Stationen des U-Bahn-Netzes. An einem normalen Werktag steigen hier 3.800 Pendler zu.
Die Station wurde am 17. April 1958 in Betrieb genommen, als der Abschnitt der Gröne linjen zwischen Skärmarbrink–Hammarbyhöjden eingeweiht wurde. Die Station liegt zwischen den Stationen Kärrtorp und Hammarbyhöjden. Bis zum Stockholmer Hauptbahnhof sind es etwa 5,5 km.

## Reisezeit
| Linie | bis Station | Reisezeit | bis Station                    | Reisezeit            |
| T17   | Åkeshov     | 35 min    | Gamla stan Slussen T-Centralen | 10 min 11 min 15 min |
| T17   | Skarpnäck   | 6 min     | Gamla stan Slussen T-Centralen | 10 min 11 min 15 min |